# Cyperus hainanensis
Cyperus hainanensis är en halvgräsart som först beskrevs av Woon Young Chun och Foon Chew How, och fick sitt nu gällande namn av Gordon C. Tucker. Cyperus hainanensis ingår i släktet papyrusar, och familjen halvgräs. Inga underarter finns listade i Catalogue of Life.